# U3 (Hamburgs tunnelbana)
|  |  | Urban head station |

|  |  | Urban stop on track |

| Unknown BSicon "uSTR+l" | Unknown BSicon "uSTR+r" | Urban straight track |

| Urban straight track | Unknown BSicon "uXBHF-L" | Unknown BSicon "uXBHF-R" |

| Urban straight track | Urban track end end | Urban straight track |

| Urban straight track |  | Urban stop on track |

| Urban straight track |  | Urban stop on track |

| Urban straight track |  | Urban stop on track |

| Urban straight track |  | Urban stop on track |

| Urban stop on track |  | Urban straight track |

| Urban stop on track |  | Urban straight track |

| Urban stop on track |  | Urban straight track |

| Urban straight track |  | Unknown BSicon "utSTRa" |

| Urban straight track |  | Urban tunnel station on track |

| Urban straight track |  | Unknown BSicon "utSTRe" |

| Urban straight track |  | Unknown BSicon "utSTRa" |

| Urban straight track |  | Urban tunnel station on track |

| Urban straight track |  | Urban tunnel straight track |

| Urban straight track |  | Urban tunnel station on track |

| Urban straight track |  | Urban tunnel straight track |

| Urban straight track |  | Urban tunnel stop on track |

| Urban straight track |  | Urban tunnel station on track |

| Urban straight track |  | Unknown BSicon "utSTRe" |

| Urban straight track |  | Urban stop on track |

| Urban straight track |  | Urban stop on track |

| Urban straight track |  | Urban station on track |

| Urban straight track |  | Unknown BSicon "utSTRa" |

| Urban straight track |  | Urban tunnel stop on track |

| Urban station on track |  | Urban tunnel straight track |

| Urban stop on track |  | Urban tunnel straight track |

| Urban stop on track |  | Urban tunnel straight track |

| Unknown BSicon "utSTRa" |  | Urban tunnel straight track |

| Urban tunnel station on track |  | Urban tunnel straight track |

| Urban tunnel station on track |  | Urban tunnel straight track |

| Unknown BSicon "utSTRe" |  | Urban tunnel straight track |

| Unknown BSicon "utSTRa" |  | Urban tunnel straight track |

| Urban tunnel stop on track |  | Urban tunnel straight track |

| Unknown BSicon "utSTRl" | Unknown BSicon "utSTRq" | Unknown BSicon "utSTRr" |

|  |  | Urban head station |

|  |  | Urban stop on track |

| Unknown BSicon "uSTR+l" | Unknown BSicon "uSTR+r" | Urban straight track |

| Urban straight track | Unknown BSicon "uXBHF-L" | Unknown BSicon "uXBHF-R" |

| Urban straight track | Urban track end end | Urban straight track |

| Urban straight track |  | Urban stop on track |

| Urban straight track |  | Urban stop on track |

| Urban straight track |  | Urban stop on track |

| Urban straight track |  | Urban stop on track |

| Urban stop on track |  | Urban straight track |

| Urban stop on track |  | Urban straight track |

| Urban stop on track |  | Urban straight track |

| Urban straight track |  | Unknown BSicon "utSTRa" |

| Urban straight track |  | Urban tunnel station on track |

| Urban straight track |  | Unknown BSicon "utSTRe" |

| Urban straight track |  | Unknown BSicon "utSTRa" |

| Urban straight track |  | Urban tunnel station on track |

| Urban straight track |  | Urban tunnel straight track |

| Urban straight track |  | Urban tunnel station on track |

| Urban straight track |  | Urban tunnel straight track |

| Urban straight track |  | Urban tunnel stop on track |

| Urban straight track |  | Urban tunnel station on track |

| Urban straight track |  | Unknown BSicon "utSTRe" |

| Urban straight track |  | Urban stop on track |

| Urban straight track |  | Urban stop on track |

| Urban straight track |  | Urban station on track |

| Urban straight track |  | Unknown BSicon "utSTRa" |

| Urban straight track |  | Urban tunnel stop on track |

| Urban station on track |  | Urban tunnel straight track |

| Urban stop on track |  | Urban tunnel straight track |

| Urban stop on track |  | Urban tunnel straight track |

| Unknown BSicon "utSTRa" |  | Urban tunnel straight track |

| Urban tunnel station on track |  | Urban tunnel straight track |

| Urban tunnel station on track |  | Urban tunnel straight track |

| Unknown BSicon "utSTRe" |  | Urban tunnel straight track |

| Unknown BSicon "utSTRa" |  | Urban tunnel straight track |

| Urban tunnel stop on track |  | Urban tunnel straight track |

| Unknown BSicon "utSTRl" | Unknown BSicon "utSTRq" | Unknown BSicon "utSTRr" |

Linje U3 är tunnelbanelinje som tillhör Hamburgs tunnelbana. Det är en ringlinje som trafikerar centrala Hamburg, den går bland annat på viadukt längs hamnen mellan Baumwall och Landungsbrücken. Linjen möter samtliga andra tunnelbanelinjer på Hamburg Hauptbahnhof. Linjen invigdes 1912 som den första linjen som byggdes i tunnelbanenätet.

## Historia
Ringlinjen U3 byggdes 1906-1912 och hade vid öppnandet 23 stationer och en sammanlangd sträcka på 28 km. Det var Siemens & Halske som fick koncessionen för byggandet, tidigare hade man byggt Berlins tunnelbana och Budapests tunnelbana. Siemens & Halske grundade Hamburger Hochbahn AG 1911 för driften. Den äldsta delen går mellan Hamburgs rådhus till Barmbek. Den öppnade för trafik 15 februari 1912, hela linjen öppnade för trafik 1 mars 1912.  Sträckan Barmbek till Kellinghusenstrasse följde 10 maj samma år.

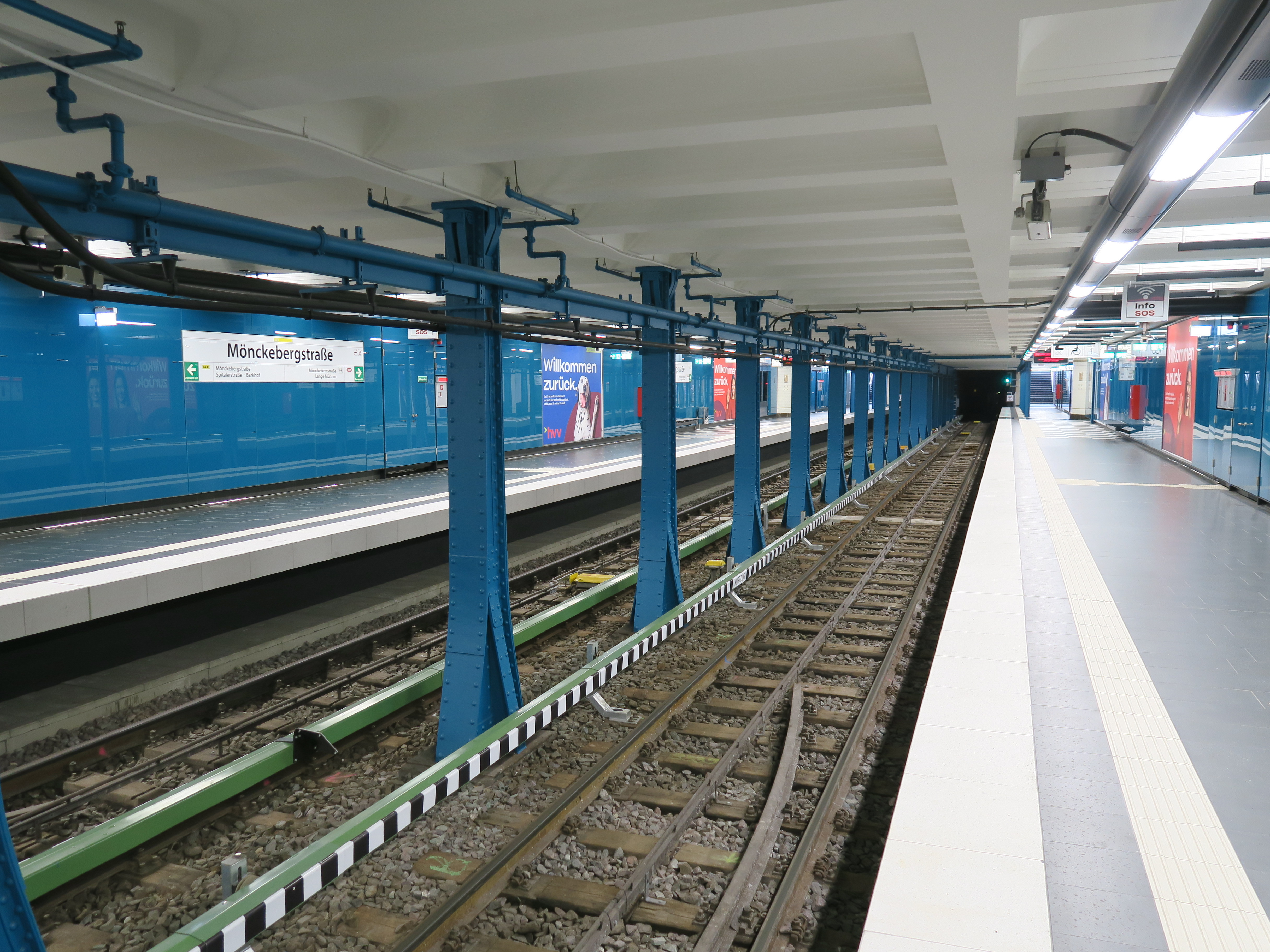
Mönckebergstraße
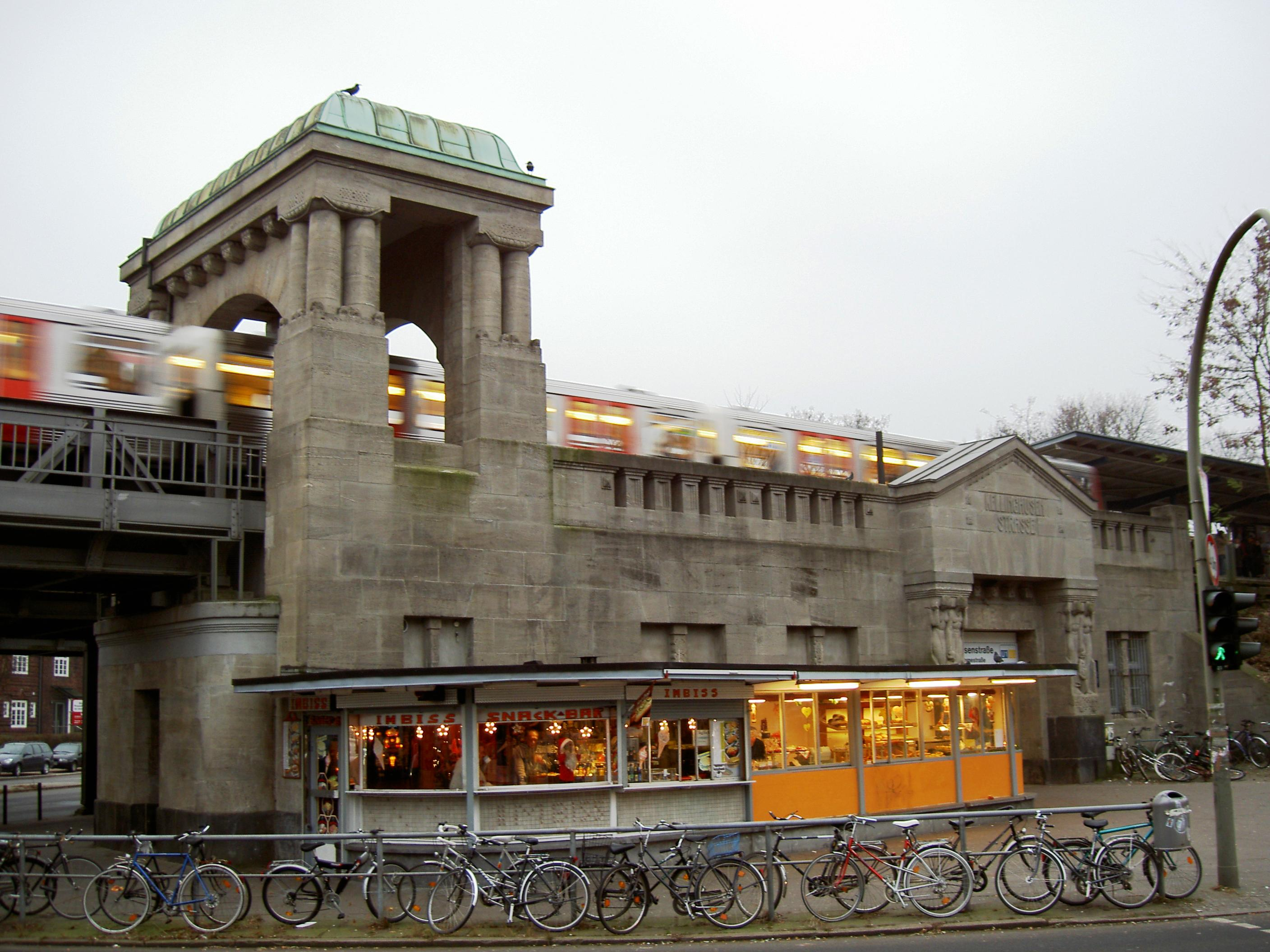
Kellinghusenstrasse
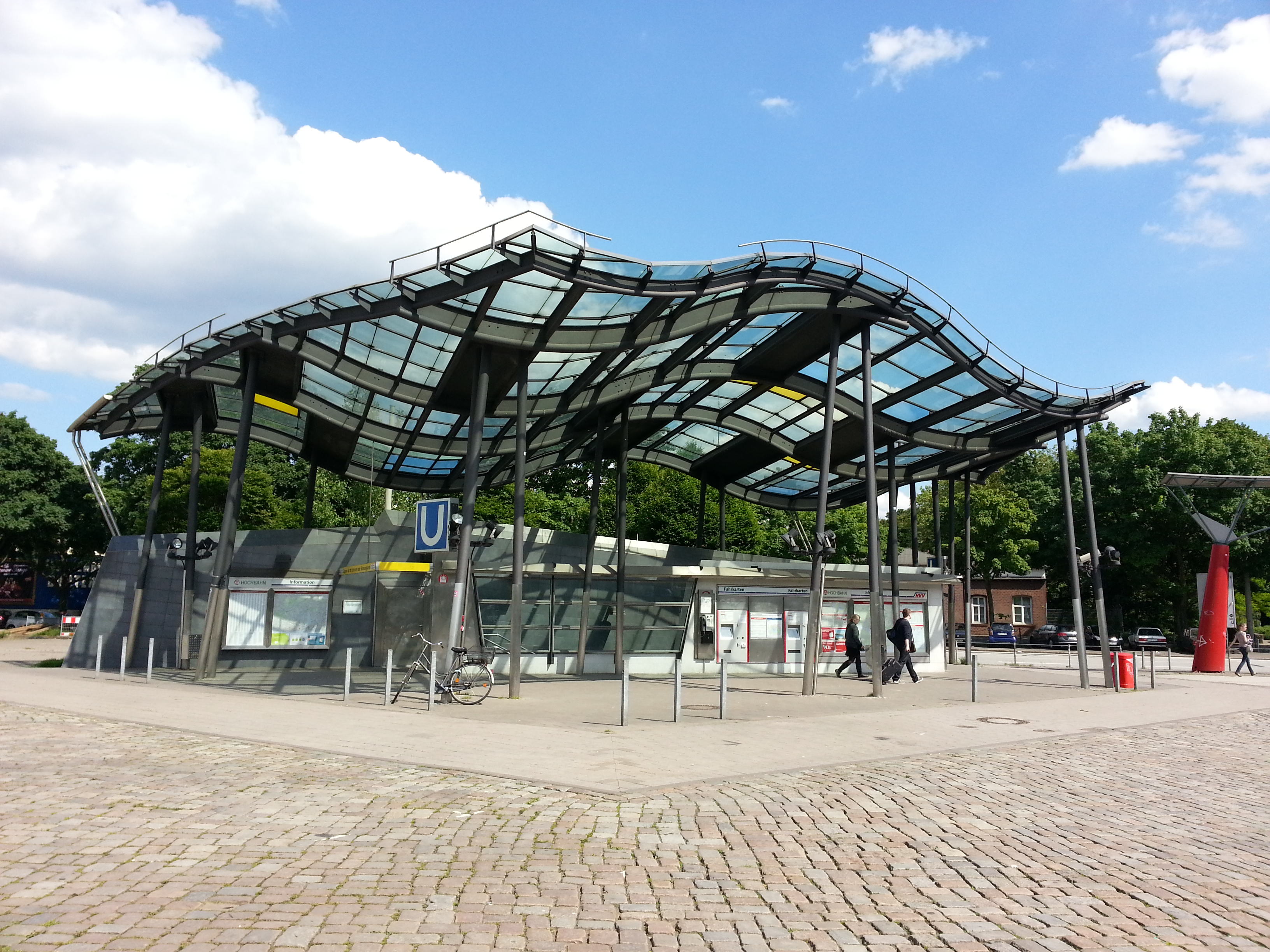
St Pauli
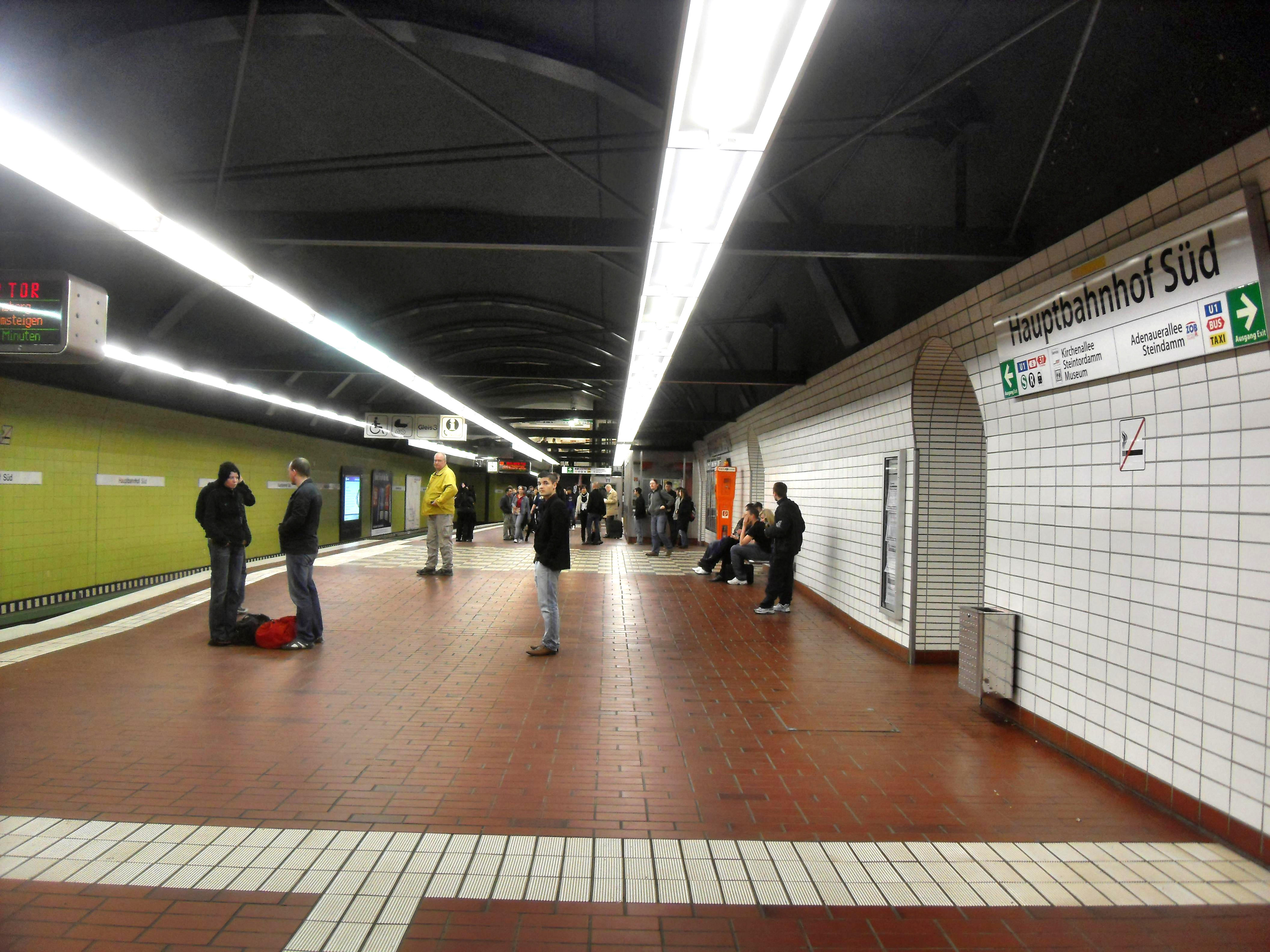
Hauptbahnhof Süd
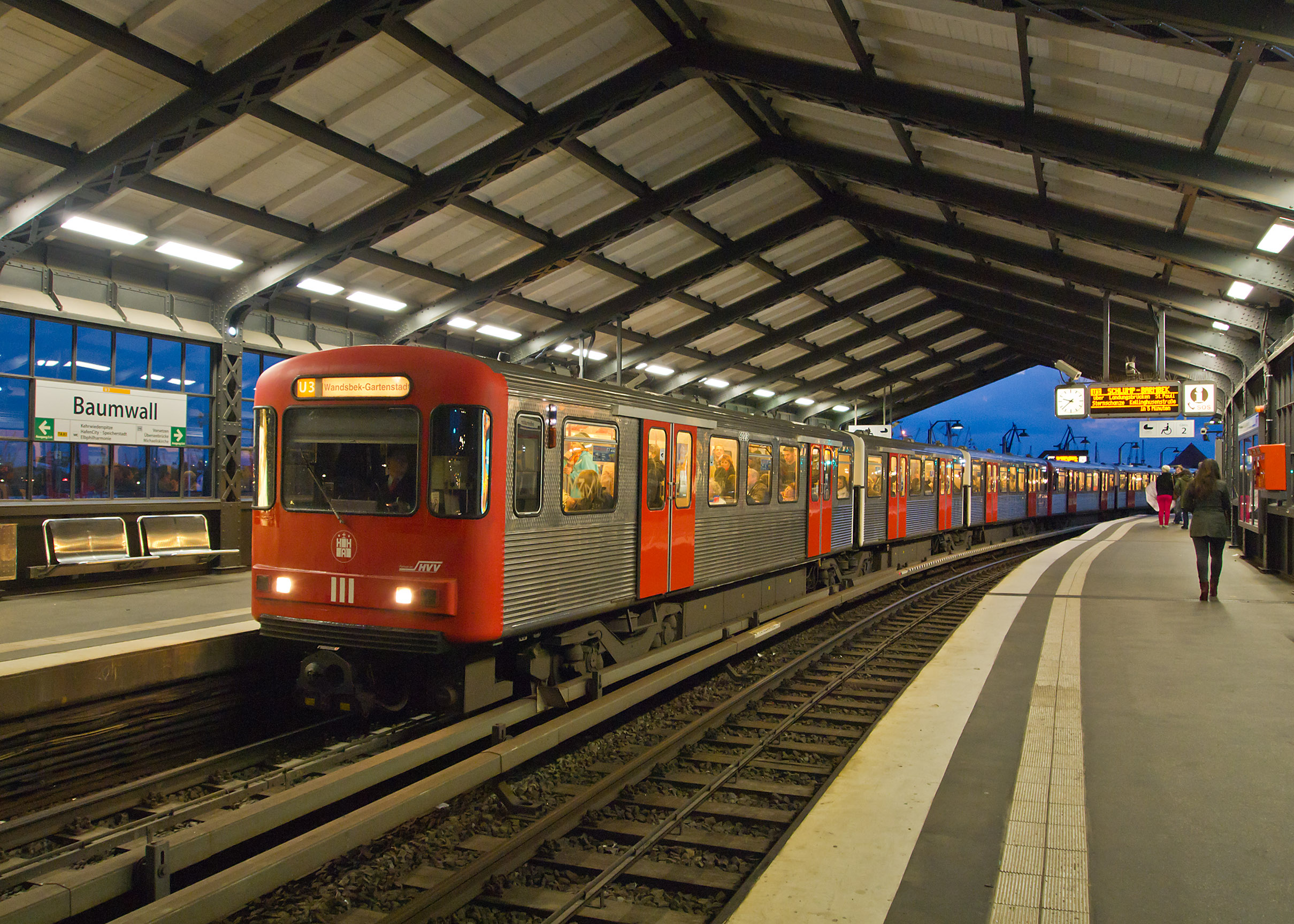
Baumwall
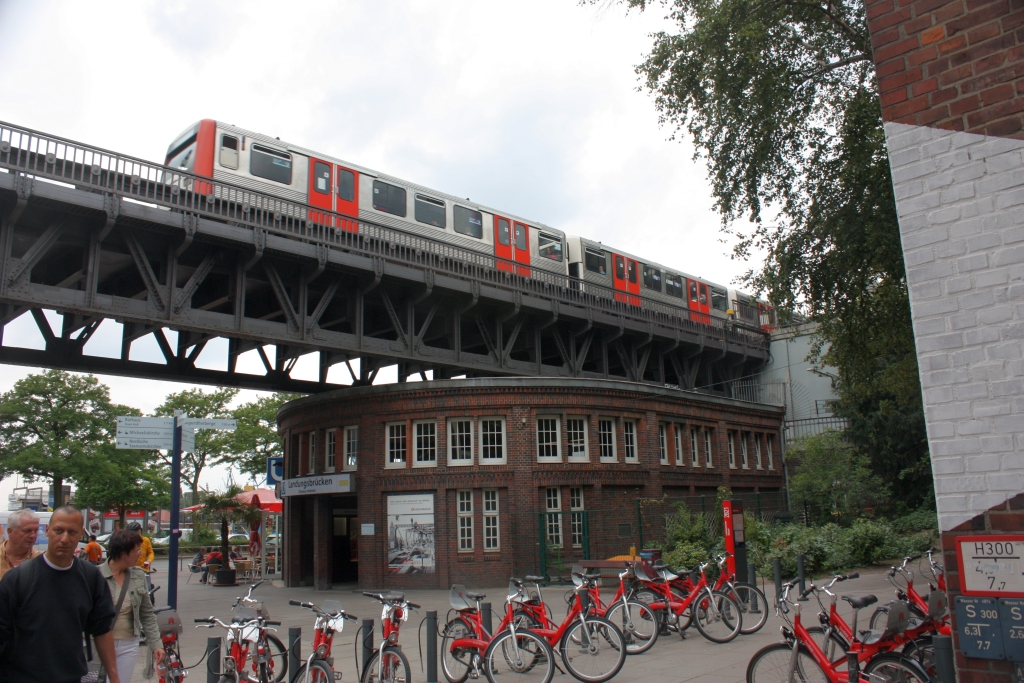
Landungsbrücken
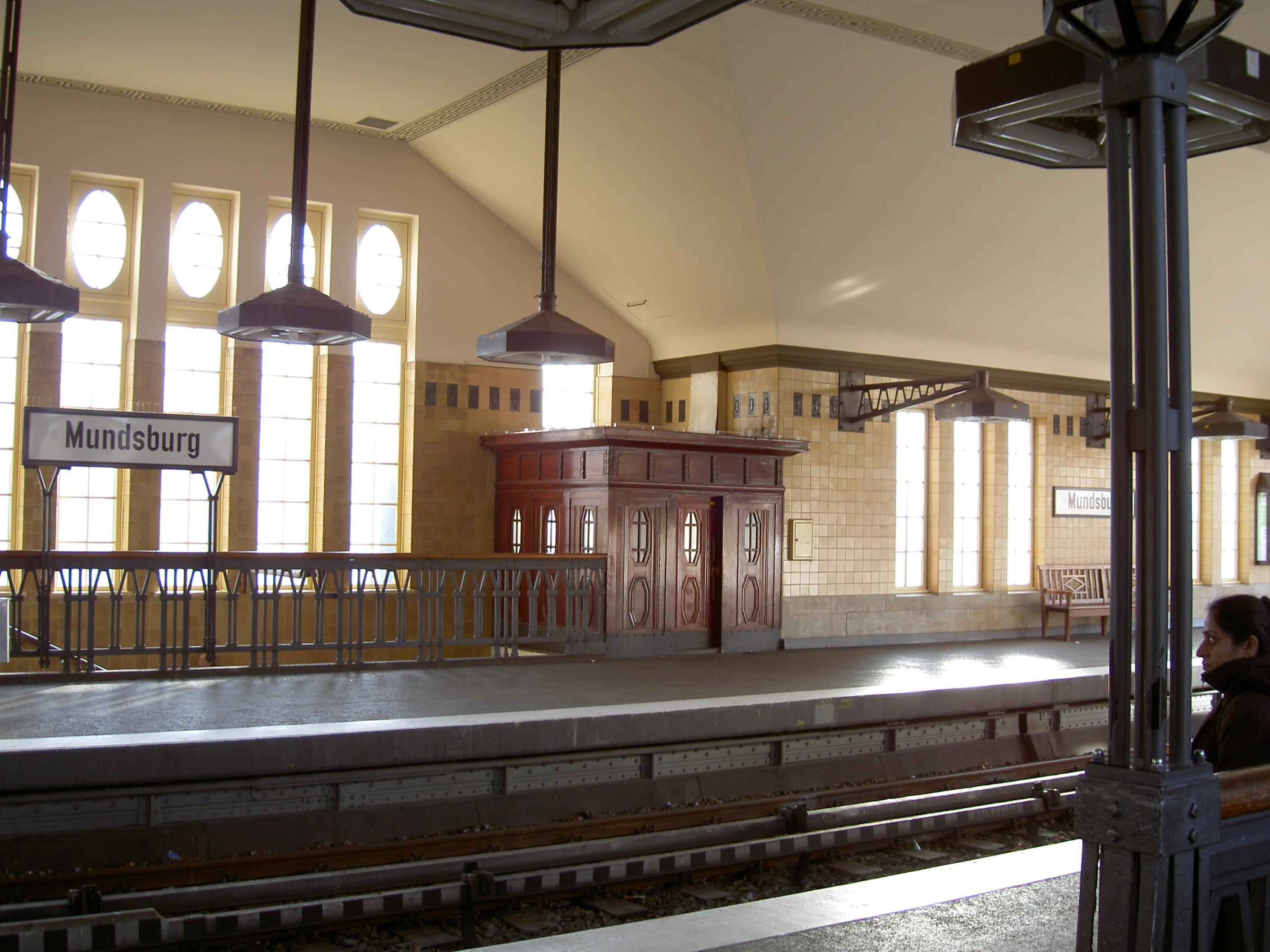
Mundsburg
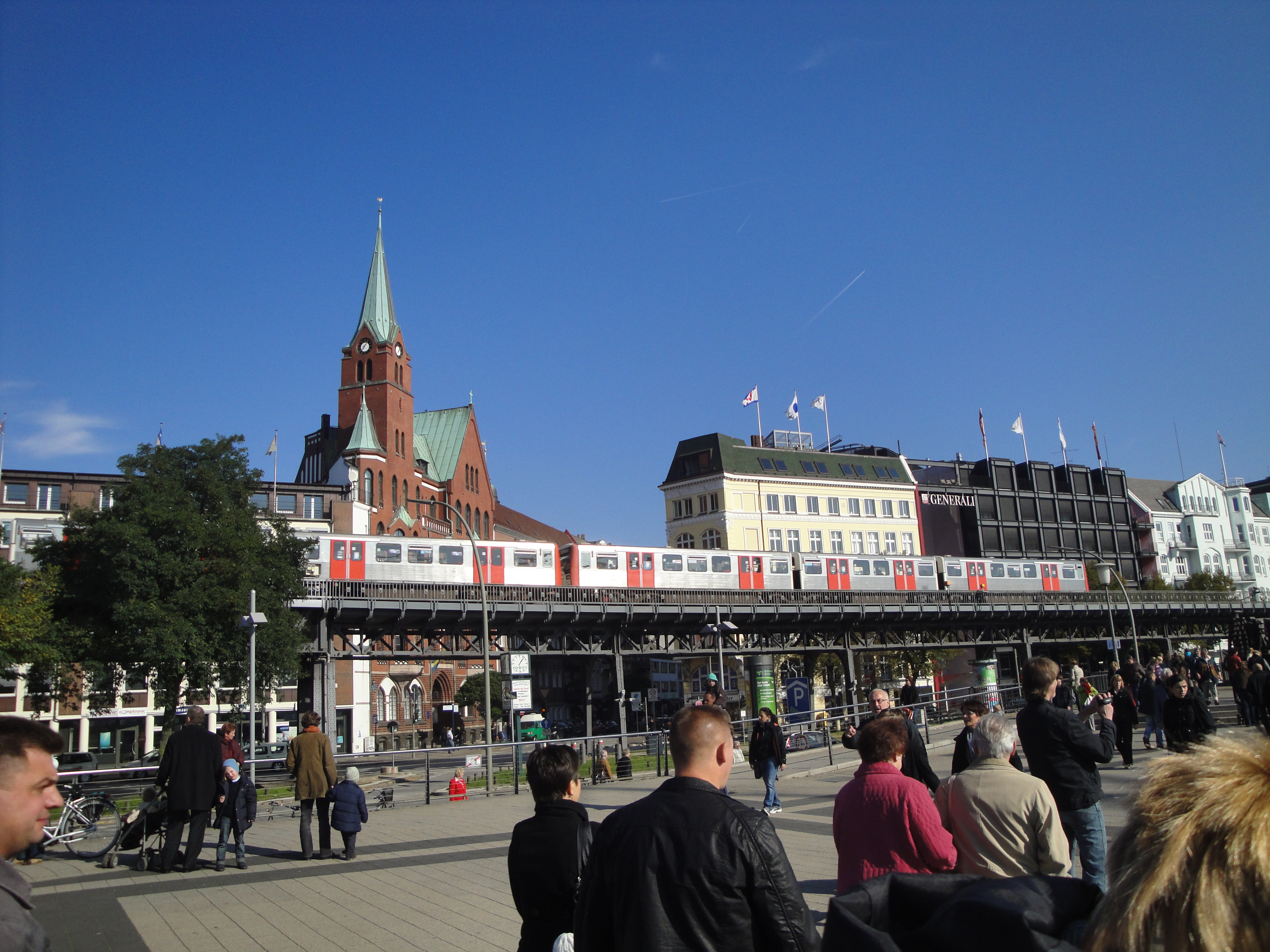
U3 längs Landungsbrücken

## Sträckning
Linjen har 26 stationer och till största delen rör det sig om en högbana alternativt nedsänkning. Nio stationer ligger i tunnel i centrala staden, mellan stationerna Schlump och Landungsbrücken och mellan Rathaus och Uhlandstraße